# Jan Plantaz
Jan (Johannes Marinus) Plantaz (Geldrop, 9 december 1930 – Oirschot, 10 februari 1974) was een Nederlands wielrenner.

## Biografie
Plantaz was professioneel wielrenner van 1954 tot 1962. Tijdens zijn amateurperiode was hij zeer succesvol als baan- en wegwielrenner met als belangrijkste uitslag een derde plaats op het wereldkampioenschap op de weg, individueel in 1951. In 1952 nam hij deel aan de Olympische Zomerspelen in Helsinki waar hij een 22e plaats behaalde op de individuele wegwedstrijd en een zevende plaats in de ploegachtervolging op de baan. Op de baan vormde hij met Piet Haan een gewaardeerd koppel. Deze uitslagen bleken voor de Brabander echter geen garantie voor een gelijkaardig succesvolle profcarrière.
Tijdens zijn profloopbaan ontwikkelde hij zich meer en meer als een baanwielrenner met als specialiteit de individuele achtervolging. In deze discipline werd hij eenmaal tweede en driemaal derde bij de Nationale kampioenschappen op de baan. Zijn enige aansprekende uitslag als professioneel wegrenner was een etappeoverwinning in de Luxemburgse etappewedstrijd Flèche du Sud. In deze wedstrijd werd hij tweede in het eindklassement achter de Luxemburger Charly Gaul.
Hij was ook actief als zesdaagsenrenner. Hij nam deel aan 27 zesdaagsen en wist er hiervan één winnend af te sluiten, de Zesdaagse van Antwerpen in 1960 samen met zijn landgenoten Peter Post en Gerrit Schulte.
Teleurgesteld door de harde mores van het profpeloton beëindigde hij op 31-jarige leeftijd zijn carrière als profwielrenner.
In februari 1974 overleed hij op 43-jarige leeftijd tijdens een trainingsrit van zijn wielerclub aan de gevolgen van een hartaanval.

## Overwinningen en ereplaatsen
1951
- 3de bij het Wereldkampioenschap op de weg, amateurs

1952
- 22ste bij de Olympische Spelen op de wegwedstrijd individueel
- 7de bij de Olympische Spelen op de ploegachtervolging op de baan

1953
- 1ste in de 2e etappe Flèche du Sud
- 2de in het eindklassement Flèche du Sud

1954
- 2de bij het Nationaal Kampioenschap achtervolging op de baan, elite

1956
- 3de bij het Nationaal Kampioenschap achtervolging op de baan, elite

1957
- 3de bij het Nationaal Kampioenschap achtervolging op de baan, elite

1958
- 2de in de Zesdaagse van Cleveland, 1e ed.
- 2de in de Zesdaagse van Cleveland, 2e ed.

1959
- 2de in de Zesdaagse van New York

1960
- 1ste in de Zesdaagse van Antwerpen aan de zijde van Peter Post en Gerrit Schulte

1961
- 3de bij het Nationaal Kampioenschap achtervolging op de baan, elite